# Guillaume Philibert Duhesme
Guillaume Philibert Duhesme (Bourgneuf, 7 de juliol de 1766 - Genappe, 20 de juny de 1815) fou un militar francès.
Va estudiar dret. S'incorporà a la Guàrdia Nacional i el 1791 va ser nomenat capità. Com comandant a Roermond, defensà Herstal, un pas important vers els Països baixos del nord, i després de la derrota a Neerwinden el 18 de març de 1793, feu cremar el pont sobre el riu Hoo just quan el volia creuar una columna enemiga. Va creuar el Schelde, i a la batalla del bosc de Villeneuve (6 de juliol del 1793), ferit, reeixí a evitar la fuga de les tropes pròpies. Per aquesta acció va ser ascendit a general de brigada.
Va contribuir a la victòria a la batalla de Fleurus el 26 de juliol de 1794, i poc després participà en el setge de Maastricht sota el comandament de Jean Baptiste Kléber. El 8 de novembre del 1794 va ser promocionat a general de divisió. Va lluitar a la Vendée el 1795, i més endavant en el Rin, on va forçar el pas sobre el riu el 20 d'abril de 1797 a Kehl. El 1798 va rebre un comandament a Itàlia a les ordres de Jean Étienne Championnet, va participar en el setge de Nàpols i va prendre el control de Calàbria i Pulla. Després, va rebre un comandament als Alps el 1800 en l'exèrcit Franco-Batavià de Pierre François Charles Augereau. Duhesme va ser fet comte i cavaller de la Legió d'Honor, i durant la Tercera Coalició dirigí la quarta divisió de l'exèrcit italià el 1805 a la presa del Regne de Nàpols.
El 1808 va prendre el comandament del Cos d'Observació dels Pirineus Orientals a Espanya i es va distingir en la defensa de Barcelona. A causa de les acusacions de permetre excessos de les seves tropes, i de mala conducta personal, va estar sense comandament de 1810 fins a 1814, quan se li va restablir l'honor i rebé el comandament d'una divisió del mariscal Claude-Victor Perrin a les batalles de La Rothière, Montereau i Arcis-sur-Aube.
Després de la primera abdicació de Napoleó el 1814, el van fer inspector general de la infanteria. En 1815, va unir-se a Napoleó després que tornés d'Elba, i va lluitar a Ligny (Waterloo). Ferit el 18 de juny del 1815, morí poc després.